# Донатас Банионис
Донатас Банионис (28. април 1924 — 4. септембар 2014) био је литвански и совјетски глумац. Најпознатији је по главној улози у филму Соларис.
Почео је своју каријеру у филмовима на литванском језику, но касније је прешао на филмове на руском језику. Био је такође глумац и у позоришту.